# 주민기본대장네트워크시스템
주민기본대장네트워크시스템(일본어: 住民基本台帳ネットワークシステム 슈민키혼다이쵸넫토와쿠시스테무[*]), 통칭 주기네트(일본어: 住基ネット 슈키넫토[*])란 일본에서 주민정보가 산재해 있던 전국 시정촌 공공단체와 도도부현・전국 센터를 전용회선으로 연결해 주민표의 4개 정보(성명・생년월일・성별・주소), 주민표 코드와 변경정보(출생・이사 등 이동사유와 이동연월일)로 이루어진 “본인확인정보”를 통해, 주민의 편리성 향상과 국가 및 지방 공공단체의 행정합리화에 이바지하기 위해, 거주관계를 공증하는 주민기본대장을 네트워크화해서 전국공통으로 본인확인을 할 수 있게 한 지방공공단체간 공동시스템이다.
각 지자체마다 완전히 별개였던 기본대장정보를 전국통일규격화함으로써 업무를 효율화했고, 이후 12자리 마이넘버 제도로 이어지는 일본의 국민식별번호제도의 기반이 되었다. 시구정촌, 도도부현 간에 전국공통의 본인확인이 가능해져, 시구정촌 주민기본대장을 바탕으로 기재자에게 전국에 통하는 11자리수 주민표 코드가 할당되었다. 시행준비 기간 동안 총무성의 e-Japan  중점계획의 일환으로 자리매김하여 가동이 개시되었다. 희망자에게 배포된 주민기본대장카드(약칭 주기카드)는 확정신고 등 전자신청에 이용할 수 있었고, 신분증명서 기능 유무를 선택할 수 있었다.